# Горица (Костур)
Вижте пояснителната страница за други значения на Горица.
Горица или членувано Горицата (на гръцки: Κορίτσα, Корѝца) е скалист планински полуостров в Костурското езеро, Гърция. На шийката на полуострова е раположен македонският град Костур. Най-високият връх на полуострова, също се нарича Горица (Корица) и е с надморска височина от 890 метра.
Пещерата Свети Николай е разположена на юг-югоизточния бряг на полуострова. Близо до нея е известната Драконова пещера. На южния бряг се намира и Мелнишката пещера. В източното подножие на Горица е манастирът „Света Богородица Мавровска“.
Провлакът, който свързва полуострова на езерото с планината Саракина (Псалида), днес е широк 400 метра, но през Ранното средновековие това разстояние според Прокопий Кесарийски е било само 15 стъпки, тоест 5 метра. В миналото полуостровът може да е бил остров, присъединен към сушата след спадане на нивото на езерото.